# Tema (musik)
Tema är i musiken en bit på vanligtvis en fras eller ett par, som ingår i ett musikstycke. Det är ofta en melodi men kan också vara en harmoniföljd eller rytmisk sekvens. Det utgör styckets eller avsnittets huvudinnehåll och kan presenteras bara som det är, eller på olika sätt plockas i bitar, vilka sedan används för att bygga upp stycket på ett sätt som hänger samman och som också kan bidra till att ge en djupdimension - saker att upptäcka i musiken. Ett stycke kan ha flera temata, vilket är det vanliga i till exempel sonatformen. Temat i sin tur byggs upp av motiv.

## I dagligt tal om filmmusik och liknande
Tema i samband med en film betecknar en musikslinga som hänger samman med en rollfigur eller en process, till exempel Lara's Theme från Doktor Zjivago eller James Bond-temat av Monty Norman. Tema i den meningen är ingen fackterm, utan avser snarare ett ledmotiv.